# Данилевич Олександр Степанович
Олександр Степанович Данилевич (4 грудня 1918 — 6 липня 1977, місто Луцьк Волинської області) — український радянський і партійний діяч, голова Ровенського облвиконкому. Кандидат у члени ЦК КПУ в січні 1956 — лютому 1960 року.

## Біографія
Член ВКП(б) з 1948 року.
На 1950—1951 роки — голова виконавчого комітету Соснівської районної ради депутатів трудящих Ровенської області.
До грудня 1955 року — 1-й секретар Володимирецького районного комітету КПУ Ровенської області.
16 грудня 1955 — 19 січня 1959 року — голова виконавчого комітету Ровенської обласної ради депутатів трудящих.
З лютого 1959 року працював 1-м секретарем Ковельського міського комітету КПУ Волинської області.
У 1962—1964 роках — секретар партійного комітету Любомльського виробничого колгоспно-радгоспного управління Волинської області.
У 1964 році закінчив Луцький педагогічний інститут.
З 1965 року — начальник відділу кадрів Управління внутрішніх справ виконавчого комітету Волинської обласної ради депутатів трудящих.
Після виходу на пенсію працював генеральним директором Волинського виробничого об'єднання пиво-безалкогольної промисловості (Луцького пивзаводу). До 1977 року — директор Луцького філіалу Львівського учбово-виробничого об'єднання Центрального правління Українського товариства сліпих (спеціального училища для сліпих).

## Звання
- майор
- підполковник

## Нагороди
- орден Леніна (26.02.1958)
- медалі